# 阿拉斯加公路
阿拉斯加公路（英語： 或 ），又名阿拉斯加-加拿大公路（ 或 ），是一條連接美國阿拉斯加州三匯市和加拿大英屬哥倫比亞道森克里克的公路。是二次大戰期間為連接阿拉斯加和美國本土修建的，1942年以七個月時間完工。并于1948年向公众开放。曾以崎岖、具有挑战性的驾驶而闻名，如今整个路段已铺设柏油路。
该公路全長2,237公里，组成部分包括在阿拉斯加州2號州道的一部份、育空1號公路以及不列颠哥倫比亞97號省道的一部份。
多年来，逐渐形成了一套非正式的历史里程碑系统，用于标示重要的停车点。位于公路尽头的德尔塔联结处，参照其位置为“历史里程碑1422”。这里是阿拉斯加公路与理查森公路交汇的地点，理查森公路继续延伸155（96英里）至费尔班克斯市。尽管非官方，但这通常被视为阿拉斯加公路的西北部分，费尔班克斯位于历史里程碑1520处。在这一公路段上，里程碑是根据威廉王子湾的瓦尔迪兹港口测量的，而不是阿拉斯加公路。
阿拉斯加公路通常（尽管非官方）被认为是泛美公路的一部分，该公路向南延伸（尽管在巴拿马有中断），一直延伸至阿根廷。